# Kamil Prudil
Kamil Prudil (29. listopadu 1937 Brno – 22. dubna 2006 Praha) byl český malíř a psycholog. Má přízvisko „malíř Šumavy“.

## Život
Narodil se v Brně a vyrůstal na Českomoravské vrchovině v Radiměři. Poslední léta prožil v Praze, kde pracoval ve státní správě, později na Ministerstvu průmyslu a obchodu ČR a Ministerstvu vnitra ČR.
V letech 1954 – 59 studoval na umělecko-průmyslové škole v Brně a později vystudoval Filozofickou fakultu Univerzity Palackého v Olomouci, obor psychologie.
Kamil Prudil zasvětil svůj život malování. Již jako na mladého kluka na něj měla velký vliv návštěva několika malířů a akademických malířů jako například Řehořka, prof. Ranného a národního umělce akad. mal. Mudrocha v Bratislavě.
Byl vyhraněným realistickým krajinářem. Pro svou tvorbu čerpal v Jizerských horách, na Českomoravské vrchovině, v Hřensku, Beskydech, v Jeseníkách, na jižní Moravě a hlavně na Šumavě, kterou miloval, propagoval a kde mu bylo uděleno čestné občanství obce Kvildy. Samozřejmě jsou v jeho tvorbě i jiná díla než krajinomalby.
Pořádal desítky samostatných výstav po celé ČR hlavně na Šumavě, Františkově a Vimperku. Své obrazy má i v zahraničí jako například v Německu, Rakousku, Anglii a Americe.
Tento akademický malíř byl členem výboru Sdružení výtvarníků ČR a o své výtvarné práci tvrdil:„Malovat znamená chápat vše kolem sebe více rozměrněji a více citověji, chápat svět celým svým srdcem a zviditelňovat to, čeho si běžně nevšímáme.“

## Fotky
- PhDr. Kamil Prudil: http://telemetrie.npsumava.cz/image/npsumava/obr/mal_9a.jpg%5B%5D
- Ukázka děl Šumava: http://telemetrie.npsumava.cz/image/npsumava/obr/mal_9b.jpg%5B%5D